# Hortonville (Wisconsin)
Hortonville es una villa ubicada en el condado de Outagamie en el estado estadounidense de Wisconsin. En el Censo de 2010 tenía una población de 2.711 habitantes y una densidad poblacional de 294,85 personas por km².

## Geografía
Hortonville se encuentra ubicada en las coordenadas 44°20′9″N 88°38′12″O / 44.33583, -88.63667. Según la Oficina del Censo de los Estados Unidos, Hortonville tiene una superficie total de 9.19 km², de la cual 8.99 km² corresponden a tierra firme y (2.2%) 0.2 km² es agua.

## Demografía
Según el censo de 2010, había 2.711 personas residiendo en Hortonville. La densidad de población era de 294,85 hab./km². De los 2.711 habitantes, Hortonville estaba compuesto por el 96.86% blancos, el 0.22% eran afroamericanos, el 0.18% eran amerindios, el 1.18% eran asiáticos, el 0.04% eran isleños del Pacífico, el 0.44% eran de otras razas y el 1.07% pertenecían a dos o más razas. Del total de la población el 1.55% eran hispanos o latinos de cualquier raza.